# Западная зона ПВО
Западная зона ПВО — оперативное объединение войск ПВО СССР накануне и во время Великой Отечественной войны осуществлявшее оборону войск и важных административно-политических и промышленных центров, расположенных в границах Западного особого военного округа.

## История формирования и боевой путь
Западная зона ПВО была образована приказом НКО от 14 февраля 1941 года. В июне 1941 года зоной командовал генерал-майор артиллерии Сазонов С. С., начальником штаба был полковник Мартынюк В. А.; в состав входили: 7-я отдельная бригада ПВО (Минск), 13-я отдельная бригада ПВО (Белосток), Витебский бригадный район ПВО, Кобринский бригадный район ПВО, Барановичский бригадный район ПВО и Гомельский бригадный район ПВО. В августе 1941 года управление Западной зоной ПВО было расформировано, а соединения и части подчинены непосредственно командованию Западного фронта.

## Командующий зоной
- генерал-майор артиллерии Сазонов Сергей Сергеевич[1], 5.1941 — 7.7.1941 г[3].
- полковник Хорошилов Павел Ефремович, 7.7.1941 −18.11.1941 г[3].

## Штаб
- город Минск[4]

## Период нахождения в действующей армии
Западная зона ПВО в действующей армии находилась:
- с 22 июня по 24 ноября 1941 года.